# 일본공산당 중앙위원회 간부회위원장
일본공산당 중앙위원회 간부회위원장(일본어: 日本共産党中央委員会幹部会委員長 니혼쿄산토츄오이인카이칸부카이이인쵸[*])은 일본공산당의 당료 직책이다. 중앙위원회 총회에서 선출된다. 약칭은 당위원장(일본어: 党委員長 토이인쵸[*]).
일공당은 당규에 따라 특정 개인을 "당수"로 삼지 않고, 중앙위원회가 대외적으로 당을 대표하고 있으며, 중앙위원회의장(당의장), 서기국장, 그리고 당위원장 3두가 중앙정치국 상무위원회 역할을 하고 있다. 최근의 정치자금수지보고서에서는 당위원장이 일공당 대표자로 되어 있고, 총리지명선거와 당수토론에서도 당위원장이 당을 대표하는 것이 통례라서 대외적으로 당수로 대우된다. 당위원장은 한 번 선출되면 상당히 오랫동안 재임하며, 퇴임 후 당의장에 취임하는 경향이 있다.
현 당위원장 시이 가즈오는 일상적 최고지도기관인 중앙위원회 상임간부회 위원으로도 취임하고 있다. "간부회"와 "상임간부회"는 다른 기관이다. 상임간부회 위원은 중앙위원회 간부회에서 선출되고, 간부회 위원 및 위원장, 부위원장은 중앙위원회 총회에서 선출된다. 
전전 시대의 일공당은 국제공산당의 일본 지부로서, 오늘날의 위원장 체제가 확립되어 있지 않고 집행부 총무간사(여러 명), 국제간사(1명), 회계간사(2명)으로 간부진이 구성되었다. 1945년에서 1970년까지는 당위원장에 상응하는 직위로 중앙위원회 서기장(中央委員会書記長)이 있었다. 1970년 제11차 당대회에서 서기장직은 폐지되고 당위원장과 서기국장을 신설하여 서기장의 권한을 분할했다.

## 역대 당위원장 목록
제1차 일본공산당 총무수석간사(1922년-1923년)
1. 아라하타 칸손(1922년-1923년)
2. 사카이 토시히코(1923년)

일본공산당 중앙위원회 서기장
1. 토쿠다 큐이치(1945년-1953년)
2. 노사카 산조(1955년-1958년) - 니키타 흐루시초프처럼 "제1서기" 직함을 사용했다.
3. 미야모토 겐지(1958년-1970년)

일본공산당 당위원장(1970년-현재)
1. 미야모토 겐지(1970년 7월 7일-1982년 7월 31일) - 제11차 당대회에서 선출. 당위원장 퇴임후 당의장 역임(1982년-1997년).
2. 후와 테츠조(1982년 7월 31일-1987년 11월 29일) - 제16차 당대회에서 선출. 퇴임 후 당부의장 역임(1987년-1989년).
3. 무라카미 히로시(1987년 11월 29일-1989년 5월 29일) - 제18차 당대회에서 선출.
4. 후와 테츠조(1989년 5월 29일-2000년 11월 24일) - 제18차 당대회 제5회 중앙위원회 총회에서 선출. 퇴임 후 당의장 역임(2000년-2006년).
5. 시이 가즈오(2000년 11월 24일-2024년 1월 18일) - 제22차 당대회에서 선출.
6. 다무라 도모코(2024년 1월 18일-) - 제29차 당대회에서 선출.